# Elisée (Germain)
Elisée (světským jménem: Nicolas Germain; * 16. dubna 1972, Paříž) je francouzský duchovní Ruské pravoslavné církve, biskup reutovský a vikář Archiepiskopie západoevropských farností ruské tradice.

## Život
Narodil se 16. dubna 1972 v Paříži.
V letech 1978–1986 navštěvoval farní školu při katedrálním chrámu svatého Alexandra Něvského v Paříži. Zde také vykonával službu oltářníka. Navštěvoval také Lycée Saint-Jean-de-Passy, školu La Bruyère a Cours Richelieu a Lycée Louise de Marillac.
Dne 24. června 1994 byl přijat jako poslušnik do monastýru svatého Siluana Athoského v Saint-Mars-de-Locquenay. Dne 6. prosince 1995 byl postřižen na rjasofora a 8. září 1998 na monacha s mnišským jménem Elisée na počest svatého proroka Elíši.
Studoval na Pravoslavném teologickém ústavu svatého Sergeje.
V letech 2001–2011 byl administrativním pracovníkem Výboru pro ruské pravoslavné pohřby na Ruském hřbitově v Sainte-Geneviève-des-Bois. Přednášel také Boží Zákon ve farní škole při chrámu svatého Alexandra Něvského v Paříži.
V letech 2001–2005 byl oltářníkem v katedrálním chrámu Nejsvětější Trojice v Paříži.
Dne 24. dubna 2005 se stal čtecem a hypodiakonem. Dne 14. srpna 2005 byl arcibiskupem komanským Gabrielem (de Vylder) rukopoložen na hierodiakona 18. září 2005 na jeromonacha. Stal se klerikem chrámu Nejsvětější Trojice v Paříži.
Roku 2011 začal pracovat jako administrativní pracovník La Petite Ecole Bilingue-Stewart International School.
V letech 2008–2014 byl představeným chrámu svatého Serafima Sarovského v Chelles. Následně byl představeným katedrálního chrámu Nejsvětější Trojice v Paříži.
Dne 6. října 2019 byl povýšen na igumena.
Dne 24. ledna 2020 byl na shromáždění Archiepiskopie západoevropských farností ruské tradice zvolen vikářem archiepiskopie. Dne 11. března Svatý synod tuto volbu potvrdil a udělil mu titul biskup reutovský.
Dne 12. dubna 2020 byl v katedrálním chrámu svatého Alexandra Něvského v Paříži metropolitou dubninským Jeanem (Renneteau) povýšen na archimandritu. Dne 26. června 2020 byl oficiálně jmenován biskupem a o dva dny později proběhla v chrámu svatého Alexandra Něvského jeho biskupská chirotonie. Světiteli byli metropolita dubninský Jean (Renneteau), metropolita chersonský a západoevropský Antonij (Sevrjuk), arcibiskup madridský a lisabonský Nestor (Sirotěnko) a biskup domodědovský Syméon (Cossec).